# Doorn

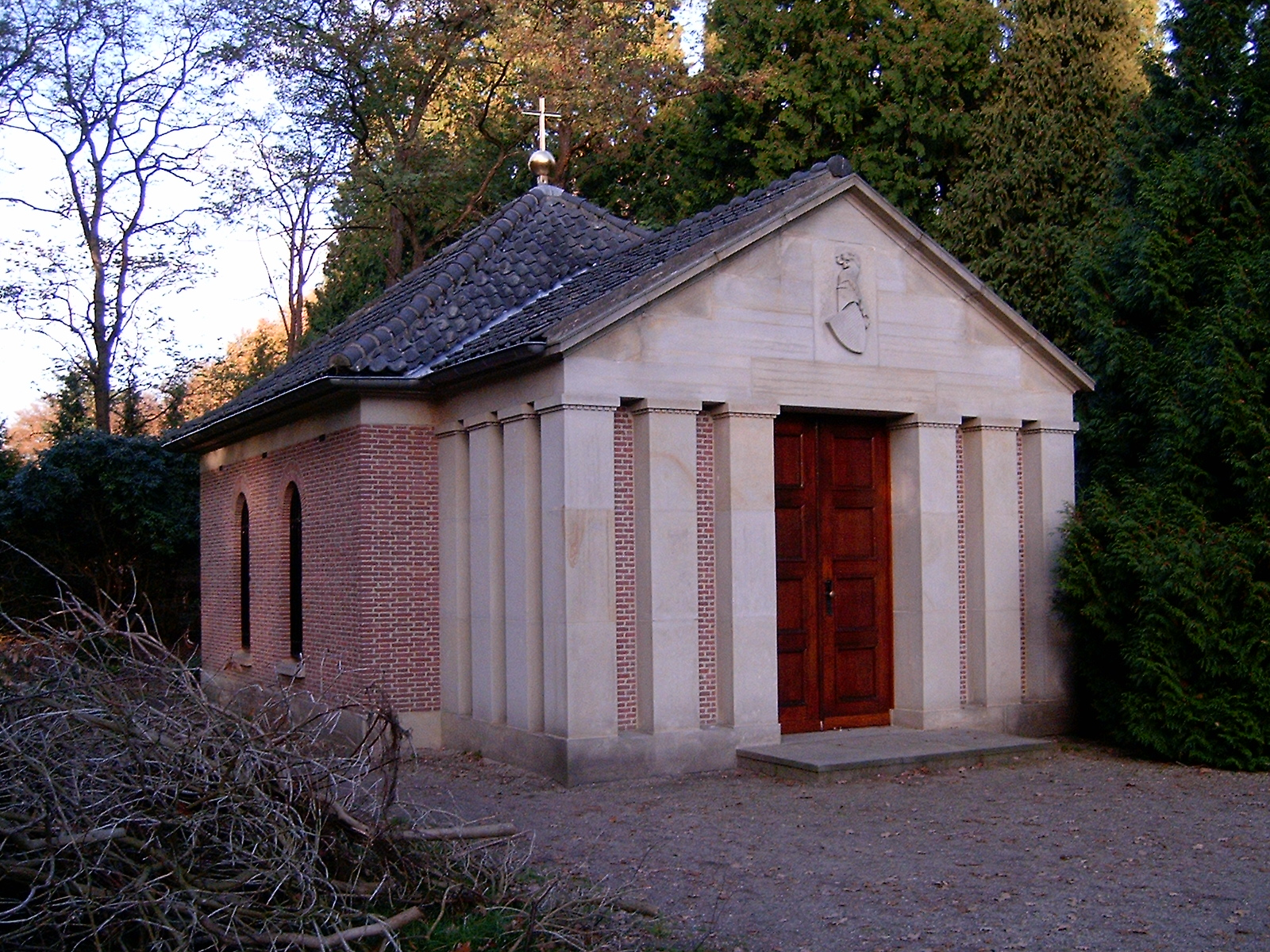
Mauzoleum Wilhelma II

Doorn – miejscowość w północnej Holandii, w prowincji Utrecht, w gminie Utrechtse Heuvelrug. Miejscowość położona 8 km na zachód od Amerongen, w pobliżu autostrady A12.

## Zabytki
W Doorn znajduje się średniowieczny zamek, przebudowany w 1792 roku na klasyczny dwór. Od 1920 do 1941 roku był siedzibą cesarza Wilhelma II Hohenzollerna, który uciekł z Niemiec w 1918 roku, po klęsce w I wojnie światowej. Początkowo przebywał w zamku Amerongen, a następnie w Doorn, gdzie pozostał aż do śmierci w 1941 roku. Dziś w zamku mieści się muzeum.

## Miasta partnerskie
- Niemcy, Hanau
- Rumunia, Victoria (Rumunia)